# Nasser Muhammad Al Ahmad Al Sabah

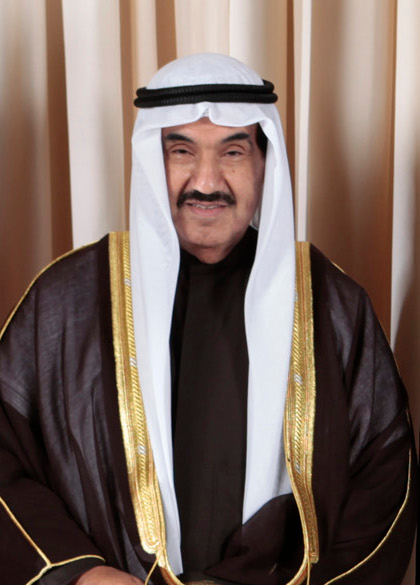
Nasser Muhammad Al Ahmad Al Sabah

Nasser Muhammad Al Ahmad Al Sabah (Arabisch:ناصر المحمد الأحمد الصباح) (22 december 1940) is een voormalige minister-president van Koeweit. Hij werd op 7 februari 2006 door emir Sabah Al-Ahmad Al-Jaber Al-Sabah benoemd. Hij trad af op 28 november 2011.
Nasser Muhammad Al Ahmad Al Sabah studeerde politieke wetenschappen en economie aan de Universiteit van Genève. Voordat hij minister-president werd, was hij ambassadeur in Iran en Afghanistan. Tevens was hij minister van Informatie, Sociale Zaken en Arbeid, minister van Buitenlandse Zaken en minister van het Koninklijk Hof.